# رقابة الإنترنت في الصين

شرحٌ مبسَّط لآلية عمل رقابة الإنترنت في الصين.

رقابة غوغل الصين سنة 2008 ، وتختلف نتيجة صور عند كتابة البحث (Tiananmen) بين النسخة الدولية والنسخة الصينية المحلية.

تُطبَّق رقابة الإنترنت في جمهورية الصين الشعبية بموجب العديد من القوانين والتعميمات الإدارية. استعملت الحكومة الصينية هذه القوانين لفرض أكثر من 60 تضييقاً على حرية الإنترنت، والتي تعمل على تطبيقها شركات خدمة الإنترنت المملوكة للدولة. تعد ترسانة جمهورية الصين الشعبية المُجهَّزة لفرض الرقابة على الإنترنت أكبر وأكثر تطوراً منها في أيّ دولة أخرى بالعالم، حيث لا تكتفي بحجب المواقع عن متصفّحي الإنترنت، بل هي تراقب اتصالهم بالإنترنت وطبيعة عملهم عليه عن كثبٍ أيضاً.
تصرِّح منظمة العفو الدولية بأنَّ الصين «تضرب الرقم القياسي عالمياً في عدد الصحفيين المسجونين ومعتقلي الرأي الآخرين». ومن بين التُّهَم التي توجَّه إليهم الاتصال مع مجموعاتٍ أجنبية، وتوقيع لوائح إلكترونية، والدعوة للإصلاحات السياسية أو مكافحة الفساد. أدَّى تفشّي الاحتجاجات الواسعة في البلاد مؤخراً - مثل تلك المطالبة بإيقاف التلوث أو مكافحة الفساد أو الاشتباكات العنصرية - إلى تصاعد جهود الرقابة الحكومية، خصوصاً مع تنظيم العديد من هذه الأحداث عبر برامج التراسل الفوري أو غرف المراسلة الإلكترونية أو بوسائل التواصل الرقمية الأخرى. بحسب أحد التقديرات، بلغ حجم شرطة الإنترنت الصينية في عام 2013 نحو مليوني شخص.

## خلفية
يعتبر العديدون أن المقدِّمة السياسية والفكرية الأولى لرقابة الإنترنت في الصّين تكمن بأحد أقوال دينج شياو بينج الشهيرة في مطلع الثمانينيات: «إذا فتحت النافذة سعياً وراء الهواء المنعش، لا بدَّ أن تتوقَّع دخول بعض الذبابات». ارتبطت هذه المقولة بفترةٍ من الإصلاحات السياسية في الصين تُعرَف الآن بـ«اقتصاد السوق الشيوعي»، حيث أدَّت إلى استئصال الفكر السياسي المنبثق عن الثورة الثقافية، وفتح سوق الصين للاستثمارات الأجنبية ليزدهر الاقتصاد ويتطوَّر. لكن وفي الآن ذاته، حرص الحزب الشيوعي الحاكم في الصّين على حماية مبادئه وأفكاره السياسية من «ذبابات» التيارات الفكرية الأخرى.
دخل الإنترنت الصين في عام 1994، كنتيجةٍ محتومةٍ وأداة داعمة لـ«اقتصاد السوق الشيوعي» الجديد. ومنذ ذلك الحين أخذ الإنترنت يتخذ دوراً متزايداً تدريجياً كمنصَّة تواصل اجتماعيّ دارجة، وأداة هامة لمشاركة المعلومات. تخوف الحزب الشيوعي الحاكم عام 1998 من أن يبني حزب الصين الديمقراطي (المعادي له) شبكةً جديدةً قوية لنفسه على الإنترنت، لدرجة أنها قد تخرج عن سيطرة الحكومة، فأدى ذلك إلى حظر الحزب الديمقراطي على الفور في الصّين، وشُنَّت حملة اعتقالات وملاحقات ضد أعضائه، وفي الآن ذاته أطلق مشروعٌ جديد تحت عنوان مشروع الدرع الذهبي لفرض الرقابة على الإنترنت. دامت المرحلة الأولى من المشروع مدَّة ثماني سنواتٍ لتنتهي عام 2006، وأما المرحلة الثانية فقد بدأت بعدها مباشرة لتنتهي عام 2008. تضمَّن المشروع معارض ضخمة شارك فيها مئات الموظفين الحكوميين لتفحُّص أجهزة غربية الصُّنع عالية التقنية، منها أجهزة أمن الإنترنت ومراقبة الفيديوهات والتعرف الآليّ على الوجوه البشرية، واشترت الحكومة العديد منها. يُقدَّر عدد أفراد الشرطة الذين يعملون حالياً في هذا المشروع العملاق بنحو 30,000 إلى 50,000 رجل.

## أساليب تطبيق الحظر
| طريقة                            | وصف |
| -------------------------------- | --- |
| منع باستخدام بروتوكول الإنترنت   | يمنع الوصول إلى عنوان آي بي محددة.إذا عُثر على أن الموقع ضمن خدمة الاستضافة المشتركة لمواقع الويب. فإن كافة المواقع الذي يديرها نفس الخادم سيتم حظرها.والأمر ينطبق على كل بروتوكولات الأي بي بروتوكول التحكم بالنقل tcp في الغالب على غراربروتوكول نقل النص الفائق http بروتوكول نقل الملفات ftp بروتوكول مكتب البريد pop. هناك إمكانية للوصول للمواقع المحظورة عن طريق البروكسي خدمة وكيلة، التي يجب أن تتمكن من الوصول للموقع أولا. لجأت بعض المواقع الكبيرة لاستخدام عناوين آي بي في6 لتفادي الحظر عن طريق الآي بي، لكن تمكنت الطريقة من حظر تلك المواقع في مابعد. [بحاجة لمصدر] |
| فلترة نظام أسماء النطاقات        | لايقوم نظام أسماء النطاقات DNS بتحويل اسم النطاق أو الإبلاغ عن خطأ في عنوان الآي بي، يشمل بروتوكول نقل النص الفائق http بروتوكول نقل الملفات ftp بروتوكول مكتب البريد pop. يمكن تفادي الحظر بكتابة عنوان الآي الخاص بالموقع مباشرة في شريط يو آر إل للوصول لموقع معين على سبيل المثال. |
| فلترة URL                        | فحص يو آر إل عن وجود كلمات محظورة بغض النظر عن اسم النطاق. تعمل الطريقة على بروتوكول نقل النص الفائق. تكمن طريقة تجاوز هذا النوع من الحظر في إدخال حروف مشفرة ضمن يو آر إل، أو عن طريق استخدام بروتوكولا التشفير الشبكة الخاصة الافتراضية وبروتوكول طبقة المنافذ الآمنة |
| فلترة رزمة البيانات              | الحد من توافد رزم بيانات المستخدمة بروتوكول التحكم بالنقل على غرار بروتوكول نقل النص الفائق http بروتوكول نقل الملفات ftp بروتوكول مكتب البريد pop. وذلك عند تحديد عدد معين من الكلمات المتضمنة ضمن الرزم والتي تعتبر محرمة البحث فيها، لكن تبقى محركات البحث أكثر سهولة لفعالية الفلترة عندها. طريقة تجاوز هذا النوع من الرقابة تكمن في استخدام بروتوكولا التشفير الشبكة الخاصة الافتراضية وبروتوكول طبقة المنافذ الآمنة. |
| هجوم الوسيط                      | لنفترض أن أليس ترغب في التواصل مع بوب عبر محادثة كتابية. وفي الوقت نفسه، ترغب الحكومة (الوسيط) في اعتراض المحادثة والتنصت وربما توصيل رسالة زائفة لبوب. يمكن باستخدام ذلك الأسلوب في الهجوم تحقيق كل ذلك. |
| توقيف بروتوكول التحكم بالنقل TCP | عند وقوع المستخدم في فلترة رزم البيانات، فإن اتصال آخر باستخدام بروتوكول التحكم بالنقل بين كلا المتواصلين (موقع ومستخدم مثلا) سيتم إيقافها لمدة نصف ساعة. عند وقوع الفلترة في موقع معين فإن الحظر سيشمل بقية مستخدمي المنطقة أيضا بناء على توجيهات الراوتر (توجيه) لرزم البيانات. تكمن طريقة تفادي الحظر في منع استقبال حزمة منع الاتصال القادمة من فلاتر مزود خدمة الإنترنت. |